# アルフ (テレビドラマ)
『アルフ』（ALF）は、アメリカ合衆国のNBCで放送されたテレビドラマ、およびその主人公の愛称である。
UFOごと落下してきた宇宙人が居候となるというシチュエーション・コメディ。

## 概要
アメリカNBCで1986年から1990年まで放送。全4シーズンで102話、日本未公開が2話あったが、2009年に公開された（後述）。ALFとは Alien Life Form（地球外生命）の略であり、主人公アルフが地球に来てからのニックネーム。本名はゴードン・シャムウェイ（Gordon Schumway）。
日本では、NHKがNHK衛星第2テレビ（BS2）を開始した際に放映。吹き替えに所ジョージや小松政夫などを起用する。地上波のNHK教育テレビ（Eテレ）では、1回目の放送が1989年から1995年3月まで不定期に放送された。翌月の1995年4月開始の放送で改めて連続的に放送され、1997年4月までに100話放送された。上記を含め、1990年代で地上波放送が3回ある。字幕放送も行われている。
2008年10月に約10年ぶりにNHK教育テレビで放送が開始され、2009年12月には、未公開エピソード「アルフのクリスマスプレゼント」がNHK教育テレビで初めて放送された。前編が12月14日、後編が12月21日にそれぞれ放送された。2010年11月までに全エピソードが放送された。
TVシリーズの最終回はアルフが軍に捕獲されたところで終了する。シリーズ終了から6年後の1996年に完結編として95分の新作エピソード「アルフ ファイナル・スペシャル（PROJECT: ALF）」がアメリカで制作・放送され、日本では放送が見送られていたが、2010年12月31日に「幻の最終回」と称して初めて放送された。内容はシリーズ本編と比べコメディ要素が少ない軍事サスペンスタッチの作風で、NHKの海外ドラマ・スタッフブログでは「本格的なSFドラマや映画のトリビア、アメリカ社会や政治の世界にまつわるささやかなブラックユーモアがいっぱい」と紹介されている。
2021年12月24日には「アルフのクリスマスプレゼント」が再放送された。

## あらすじ
ロサンゼルスに暮らす一家と、その居候となった宇宙生物が繰り広げる騒動を笑いと涙で描くコメディー。ある日の穏やかな夜、ウイリーがいつものようにガレージで趣味のアマチュア無線で交信を始めると、突然空から宇宙船が落ちてくる。中にいたのは毛むくじゃらの宇宙人だった。

## 登場人物
右のカッコ内はNHK日本語吹き替え放送時の担当者。

### 主要人物
アルフ (ALF)
演 - ミシュ・メシャロス、パペット
操作 - リサ・バックリィ、ボブ・ファピアノ
声 - ポール・フスコ
吹替 - 所ジョージ
本名は「ゴードン・シャムウェイ (Gordon Shumway) 」。一部の回ではフルネームとしてゴードン・アルフ・シャムウェイと呼ばれていた。
メルマック星で警備を担当する宇宙飛行士だったが、メルマック星は大規模な核戦争によって爆発し滅亡してしまったため宇宙船でひとり脱出し、飛行中にロサンゼルス近郊に住むタナー家のガレージに墜落。そのままタナー家の居候となった。当初はタナー家の洗濯室で寝起きしていたが、その後第3シリーズの途中からウィリーに屋根裏部屋を整理してもらい、そこで寝起きするようになった。「ファイナル・スペシャル」によるとメルマック星は1985年に爆発し、タナー家に来たのはその1年近く後である。
顔と手足以外は全身毛むくじゃらで、毛は茶色。背は1メートル余と低い。前方に突き出るような大きな鼻をしている。隣のオクモニックのおばさんには「カンガルーとツチブタの相の子」などと評され、山で誤って猟師に捕獲された時にはアリクイと勘違いされた。第3話で逃げ出したタナー家の飼い猫ラッキーを探そうとして外出し、野良犬と間違われて動物保護施設に捕まったこともあった。平均体温は68度。人間より聴力が優れているらしく、犬笛の音を聴くことができる。
1756年10月28日生まれ。さそり座。228歳という年齢とは不相応に性格は子供っぽく、お調子者で大のイタズラ好き。居候でありながらふてぶてしい態度を隠そうともせず、タナー家でまったく遠慮を知らずにふるまっている。やることなすこと無茶苦茶で様々な騒動を巻き起こすトラブルメーカー。部屋を散らかし、留守を任せても家中を引っ掻き回し、冷蔵庫の中の食べ物を食べつくしてしまい、留守番ひとつ満足にできない。また大変な大食漢であり、そのためにタナー家の家計を散々苦しめている。内臓は10個のうちの8個が胃。一番の好物はメルマック星では食用動物として普通に食べられていた猫だが、地球に来てからはウィリー達と約束して食べないことを誓った。ウィリーからダイエットをするようたしなめられ実行させられたこともあったが、極端なダイエットをさせたことでアルフの中にあるウルフという原始人の本能を呼び覚ましてしまい、ひと騒動を起こしてしまったこともあった。野菜はあまり好きではなく「(葉物)野菜はイモムシの食べ物」と言ったこともある。
外見を除けば地球人と文化もさほど変わらない環境で育っているため、英語が普通に話せて、サブカルチャーにも精通している。数々のトラブルも「育った星の文化の違い」だと解釈すればその知能は高く、精神分析の本を読解してユング派（分析心理学）を意外と的確に批判したり、独特の感性で優れたラブレターを代筆したり、無線機をあっという間にオーストラリアまで交信できるように改良している。またテレビのホームドラマの脚本やゴシップ誌の記事を執筆したこともあり、英語のほかにはスペイン語も喋れる。また、クリスマスツリーを買った時には日本語の説明書が読めると自負していた。言語能力はインプット、アウトプットともに非常に高いといえる。ジョークのセンスも抜群で、パーティでは人気者である。
なお、アルフが真夜中にスプリームスの曲を大音量で流し踊るシーンはオリジナル原語版の配信では別な曲に差し替えられている。
金遣いが荒く、ウィリーやケートの許可もなく、勝手にデリバリーのピザやドーナツを注文したりもする。ウィリーのクレジットカードを無断に使用して高額な買い物をすることもあり、タナー家はアルフのためにローンを3つも組むほど家計が逼迫し、リンも志望する大学を変更するはめになったこともあった。普段はマイペースで冷静な性格だが、競馬やネット株取引などで大きな損失を出し、我を忘れて取り乱したこともある。
無神経に見える一方で感受性が強く、自分の責任でペットのアリや、心臓の弱い親戚のおじさんを死なせてしまったときは深く落ち込んでいた。またアルフの両親は結婚してからアルフを生んでおり、深くショックを受けたこともある。さらにメルマック星には存在しなかった地震に遭遇したときもショックを受け、独自の悟りの境地に達したほどである。また庭からオクモニック家にラグビーボールを投げ込みガラスを割った疑いを掛けられたり、猫を食べたとウィリー達に思われた際は激しく落ち込んていた。58年間婚約していた恋人がいたこともある。婚約解消となった次の日に恋に落ちるがまた傷つくのが怖いと理由でアプローチできず、18年間待ってやっとデートに誘った次の日にメルマック星が爆発してしまったという辛い過去もある。優しい一面を見せることもよくあるが、皮肉にも普段のイタズラ好きが災いして身に覚えのない事件が起こったときにガセネタだと信じてもらえなかったり、真っ先に犯人だと疑われたり、罪をかぶせられたりすることがしばしばある。カタツムリやナメクジは苦手。トルコ石アレルギーである。
2人の弟の世話をした経験があり、赤ちゃんの世話は意外に上手い。さらに家事全般を器用にこなし、朝食に豪華なフランス料理を作ったり、掃除をしたこともある（第27話）。また音楽にも強く、第8話でプロモーションビデオを作ったときはギター、ベース、ピアノ、ドラム、サックスなど多くの楽器を演奏した。第26話では宇宙船の要領で飛行機の操縦をし、危うく墜落しそうになったタナー家を救ったこともある。電話や手紙で意見を主張することが大好きで、テレビのトークショー等に意見を述べている。第4話では大統領に電話するためエアフォースワンに無線したことがある。
フロン類であるクロロフルオロカーボン（CFC）を製造する会社のセンドラックスへフロンガスの製造中止を要求する企業攻撃を仕掛けた事がある。
影でケート達にタダメシ食いや居候と言われていたショックから自ら化粧品を扱う仕事を始めたが無限連鎖講（いわゆるネズミ講）だった。
マッハ16（時速約19,600キロメートル）でガレージに突っ込んだ事を明らかにしている。
ジョークで成功する夢を見た時は全米を駆け巡る人気タレントになったが、同じネタしかなくそれを繰り返したため賞を取り消しにされ人気が一気に急落、10年間ナイトクラブで下働きをしながら売れない司会をし、新しいネタが浮かばなかったため鳴かず飛ばずの状態に陥った。その間リンは大手映画会社のMGM（メトロ・ゴールドウィン・メイヤー）で専用のリン・スタジオを持ち、ブライアンとエリックも売れっ子タレントになっていた。
アルフ曰くメルマック星人の血液の色は緑色。
アルフが地球に来て初めて食べた食べ物はキャットフードで、「猫よりイケるなぁ！」と絶賛していた。
アルフのおばあちゃんはメルマック星が爆発することを何年も前から予言をしていたが、そのせいで刑務所に入れられてしまい、何も対策しなかったメルマック星は予言通り爆発。そのまま亡くなってしまったとみられる。
両親も既に亡くなっていると思われる。アルフは「お袋は550歳を過ぎても何か食っていたし、親父はモノを壊していた」と語っている。
タナー家での破壊行為やイタズラが目に余り、ウィリーとケートの命令でガレージでの生活を余儀なくされた事がある。ウィリーに「メルマックの自分の家でもこんな事をやっていたのか？」と聞かれた際に、「メルマック星の実家では家の中ではなくガレージに住んでいた」事を明らかにしている。
アルフの想像上の未来では介護疲れ（後述）により自ら宇宙人調査団に「解剖されてもいいから早く助けに来て！」と助けを求めていた。
最終回では、新しい星を買ったスキップ達の「みんなでニューメルマックを作ろう」という誘いに乗り、惜しみつつもタナー家に別れを告げた。しかし、宇宙からの迎えを待っている所でエイリアン調査機関に捕獲されてしまった。
ウィリー・タナー (Willie Tanner)
演 - マックス・ライト
声 - 小松政夫
タナー家の主。職業はソーシャルワーカー。本名は「ウィリアム・フランシス・タナー (William Francis Tanner)」。
気弱なところがあるが、温厚で穏やかな性格。真面目で家族思いでもある。年齢は45歳（第16話）。アルフを外部の人間に発見されないよう匿っているが、アルフの巻き起こす様々な騒動に巻き込まれ、神経をすり減らす毎日を送っている。アマチュア無線を趣味としており、近所で自主パトロール隊を作った時には無線機器を提供した。
真面目な性格が災いして、アルフによくおちょくられている。アルフのイタズラの被害に遭うのも、ウィリーが最も多い。とはいうものの、アルフはメルマック星の仲間への通信の中でウィリーのことを「頭がよく、とても親切でいい人」と評しており、表立っては口に出さないものの数々のエピソードで彼に対する信頼の深さが窺える。ウィリーの方も、「世話がやけるが一緒にいると毎日が楽しい」とアルフのことを憎からず思っている。
一度怒らせると怖い面もあり、ウィリーを弱虫のフクロウと挑発を続けたボビー・ダンカンの父親にサブミッション（関節技）を仕掛けた後に家から追い出したり、車を修理に出すと別な所を壊し修理費をボッタクる車屋に説教をした。
第2シーズンでは話によってはトレードマークの眼鏡を外して登場することが時々あった。
一見インドアに見えるが、若い頃貨物列車に飛び乗って旅をしたり、タナー家の先祖の財宝を見つけに砂漠に出かけたりと意外と冒険好き。少年時代はボーイスカウトに所属していた。元ヒッピーでもあり反戦運動に参加したり、ケートと共にサマー・オブ・ラブやウッドストックにも行った経験を持つ。ピアノも堪能。
連邦捜査局（FBI）絡みのトラブルに巻き込まれたことがあり、アルフが大統領に無線で交信した時には脅迫と間違えられて逮捕された他、指名手配犯と顔が似ていたために任意同行されたこともある。
アルフが捕獲された後は、証人保護プログラムにより家族でアイスランド・レイキャヴィークに移住している設定になっている。
エビや貝が苦手。
アルフの想像上の未来ではウィリーは足が不自由になってしまい車椅子に座り、さらには認知症になっていてアルフは家で仕事をしながら介護に追われていた。
ケート・タナー (Kate Tanner)
演 - アン・シェディーン
声 - 吉田理保子
ウィリーの妻。本名は「キャサリン・ダフネ・ハリガン・タナー (Katherine Daphne Harrigan Tanner)」。
夫とは対照的に気が強く、タナー家の中ではアルフに対する態度はもっとも厳しい。アルフにとっては家族の中で一番苦手な存在で、彼女に対しては頭が上がらない。ウィリーもアルフを叱ることが多いが、直接口に出さず威圧感のある態度などで遠回しに注意するケートの叱り方の方がアルフには堪えるようである。アルフがダイエットのしすぎで記憶をなくし、原始人のようになってしまったときすらも「ケート」という単語を聴いた瞬間怯えだし、「その名前嫌い。なぜかは分からん。」と敏感に反応していた。しかし心底アルフを嫌っているわけではないらしく、アルフが自分に恋していると勘違いした時はまんざらではないそぶりをみせた。そのうえ本当の相手が娘のリンと知った時はリンに嫉妬さえもした。怒らせると怖いが、基本的には優しいお母さん。
若い時は非常にモテていたようで、ウィリーと結婚する前はかなり多くの男性と付き合っていたようである。過去に不動産会社で働いていて第3シリーズで復職。大学時代は美術史を専攻していた。前述の通りウィリーと同じく元ヒッピーである。
自身が一人っ子でドロシーから過保護に育てられたと語る一方、ウィリーがケートの姉と付き合っていたと語るなどきょうだい関係については設定が一致していない。
アルフの想像上の未来ではウィリーと同じく認知症になっていて、アルフに無断でガスコンロに火を点け危うく火事になりかけていた。それが介護疲れを放出する引き金となり、前述の宇宙人調査団に助けを求める事になってしまった。
リン・タナー (Lynn Tanner)
演 - アンドレア・エルソン
声 - 岡本麻弥
タナー家の長女。第1話では16歳。
基本的に明るく穏やかな性格で、他者に対する思いやりもある。年頃の恋多き娘かつかなりモテるほうであり、ボーイフレンドもラッシー、スコット、トカゲくん、エディ、ロロイド、ダニー、ロバート、ランディなど多い。アルフにまで一度告白されたことがある。同じ女性といっても、ケートよりもアルフに対する態度はずっと優しく寛容である。
第18話までは歯の矯正をしていた。大学で現代アートを勉強していたことがある。
自らが宇宙人のためジョディに逢えないショックで落ち込んでいたアルフを見かねて、ウィリーやケートが留守のスキにジョディが住むアパートへアルフを連れて行った事がある。
自動車の運転免許を持っている。
アルフの想像上の未来ではロバートと結婚し貧乏ぐらしを余儀なくされ、その後夫婦共々サーカスに就職するがアルフがロバートによる目隠しをしたナイフダーツの的にされてしまった。
ブライアン・タナー (Brian Tanner)
演 - ベンジー・グレゴリー
声 - 折笠愛
タナー家の長男。第1話では6歳で、じき7歳。小学生。
素直な性格でアルフの一番の友達。兄弟のように仲がよく、2人で連れ立ってよくいろいろなイタズラや遊びをしている。しかし次第に成長して行き、「遊び」という名目でアルフにいいようにこき使われることは少なくなった。なお、アルフがタナー家に住めるように計らったのはブライアンである。アルフからは『B』という愛称で呼ばれている。ボーイスカウトに所属している。初期はオートミールやマッシュポテトが嫌いだった。アルフの想像上の未来では女マフィアの気の弱い夫になっている。ちなみに妻とブライアンの子供はアルフの事が嫌いで最終的にアルフは黒いバラを渡された後セメント詰めにされてしまった。（後述）
エリック・ウィリアム・タナー (Eric William Tanner)
演 - チャールズ・ニッカーソン
声 - 日本語吹き替え無し
タナー家の次男。赤ちゃん。第76話で誕生。アルフが想像した未来では売れっ子コメディアンや幼児番組のMCになっていた。
アルフがベビーシッターをかって出た事があるが、オムツを替えた際、エリックが咳き込むほどお尻や背中にベビーパウダーをかけたり、リンとブライアンからの伝達ミスでオムツを処理してる間に行方不明になったと勘違いしケートと共に帰って来るまでウィリー共々肝を冷やした事がある。
アルフはエリックの出産前リン・チン・タナー（元ネタは名犬リンチンチン）と名付けようとしていた。
ラッキー (Lucky)
タナー家で飼っている猫（キジ白）。オスらしい。アルフは隙あらば食べようと画策しており、たびたびタナー家の面々を冷や冷やさせていた。しかしアルフ自身は冗談でやっているようであり、ラッキーもそれを知っているためか、籠やボストンバッグに入れられるなどしても至って余裕な態度を見せている。最期まで食べられることなく、天寿を全うした。覗きをしようとしたアルフから足場代わりにされた事がある。死後アルフのわからない所に埋葬された。

### タナー家の親戚
タナー家はアルフの存在を隠しているが、親戚はタナー家に滞在する期間が長く、結果的に存在を何らかのタイミングで知ってしまい、関わりを持っていく。
ドロシー・ハリガン・ディーヴァー (Dorothy Harrigan Deaver)
演 - アン・メイラ
声 - 佐々木すみ江
ケートの母。アルフがタナー家に来て最初に滞在しに来た人物。
夫との離婚がきっかけでタナー家に転がり込み、隠れている事に我慢できなかったアルフ自らドロシーの前に表れて存在を知る。
以後はアルフとは犬猿の仲で、「月から来たモップ」と呼んで嫌っている。アルフも「金髪のカバ」などと返していがみ合っているが、お互い心底憎み合っているわけではない。ケートと親子問題で揉めた時はアルフが仲裁役を買って出て、紆余曲折はあったものの結局仲直りさせた。
きれい好きで、アルフが座っていた場所にはクリーナーで掃除してから座る。アルフを励ますパーティでアルフにあげたプレゼントもクリーナーだった。
アルフと対等に口喧嘩が出来る唯一のキャラクター。
初期では元夫に先立たれた（つまり未亡人）となっているが、いつの間にか離婚した事になっている。
ウィザー・ディーヴァー (Whizzer Deaver)
演 - ポール・ドゥーリイ
声 - 田中明夫
ドロシーの再婚相手。優秀なクラリネット奏者で各地でツアーを行っている。一目惚れをしたウィザーに対しドロシーは冷たくあたっていたが、アルフの仲介により素直になり、やがて結婚に至った。このときはアルフの存在は知らなかったが、後に夫婦喧嘩してタナー家にやってきた際、アルフに出会った。
ニール・タナー (Neal Tanner)
演 - ジム・J・ブロック
声 - 田中秀幸
ウィリーの弟。妻のマーガレットと離婚した（原因はニール曰く「マーガレットが男を作って逃げた」）ことをきっかけとしてタナー家に居候していたが、やはり屋根裏に隠れてたアルフのストレスが限界になり、ウィリー達が正式にニールにアルフを紹介して存在を知る。
ドロシーとは対照的にアルフに対しては優しく接するが、兄譲りのお人好しの性格が災いしてアルフに騙されたり散々な目にあう。
その後はタナー家の側にアパートを借りて暮らしている。ウィリーに弟がいることは第12話や第13話など初期から言及されていたが、顔出し登場したのは第4シーズンの一部のエピソードに留まった。
自分の意見が主張できない気弱な性格で、たびたびウィリーに注意されている。妻マーガレットは相当な我侭であり、ニールのことを家政婦のようにこき使っていた。それでも我慢し続けた忍耐力の持ち主でもあり、そのため料理や家事の腕はケートよりも優れている。しかしさすがに限度はあり、アルフがタナー家を家出しニールのアパートに居候した際は、アルフのハチャメチャな行動にさすがのニールも耐え切れず、アルフをアパートに置いて夜逃げしてしまった。
料理や家事は得意だが、アマチュア無線や機械いじり、ピアノが得意なウィリーとは逆にそういった物が苦手。
その後は離婚した妻から再婚を申し出されてすんなり受け入れようとするが、元妻の性悪さからろくな結果にならないことを危惧したウィリーの説得（元々何度も相談されていて様子は知っているらしく、ウィリーはマーガレットのことを信用していない。）や、アルフの結婚式の妨害で「もうマーガレットのことを愛していない」ことを再確認し、勇気を出して本心を告白、ぎりぎりで再婚を取りやめる。
アルバート (Albert)
演 - エリシャ・クック・Jr
ウィリーのおじさん。第40話にてタナー家に遊びに来た。心臓発作の持病がある。もともとはかなり気難しい性格の人だったようだが、初登場前に心臓発作で入院した際『見舞いはおろか身を案じる手紙や電話すら来なかった』事から自分の性格や過去の行動を猛省し、心優しい老人に変貌していた。ウィリーとケートが仕事に出かけている間に、テントの中に居たアルフを見たショックにより心臓発作を起こしてしまいそのまま亡くなってしまった。アルフのせいではなかったし、ウィリーもアルフのことは許したのだが、それでも心に引っかかる蟠りとして二人の回想に後々まで時折登場する。

### オクモニック家
トレバー・オクモニック (Trevor Ochmonek)
演 - ジョン・ラモッタ
声 - 大塚周夫
通称「オクモニックのおじさん」。タナー家の隣人で、常に太い葉巻を咥えている。
大雑把な性格でタナー家にはなにかと迷惑をかけているが悪気は無く、基本的には善人。アルフの存在は知らないがアルフの方はよく知っており、彼の知らないところでよく笑いのネタにしている。タナー家に来た時に家族が食事中だったり食べ物が置かれてあるとつまみ食いするなど、食い意地が張っていて図々しい所がある。また、ドジャースファンでもある。
狩猟が趣味で、自宅に巨大なムースの頭部の剥製がある。朝鮮戦争に従軍経験があり、戦闘機乗りだったこともあって第26話では自らDC-3を操縦している。貝や海老のアレルギーがある。地震が大の苦手。
学生時代はラケルと同じ学校でアメリカンフットボールの選手であり、ポジションはクォーターバックだったらしいが、それを聴いたタナ―家は信じられないといった表情を見せている（アメリカンフットボールでのクォーターバックはチームの中心となる花形ポジションであり、身体能力だけでなく頭脳が要求されるため）。
元軍人であるためか、ウィリーとケートが若い頃ウッドストックへ行った時の映像フィルムを見ようとした際タナー家へやって来てブライアンはウッドペッカーと間違えていたが、ウィリーから説明を受けると「あのヒッピーのか？大嫌いだ」だと嫌悪感を見せていた。
トレバーとラケルの間に子供はいない。ジェイクを預かった際、自身が子供嫌いであることをウィリーに打ち明けている。
ラケル・オクモニック (Raquel Ochmonek)
演 - リズ・シェリダン
声 - 高橋和枝
トレバーの妻。2人は常に夫婦漫才をやっているようなやりとりをする。小太りで、ややヒステリックな性格。おせっかい屋で、タナー家に対していろいろ要らぬ世話を焼いてくることもある。近所の噂話を触れ回ることも多く、詮索好きな性格や双眼鏡で近所をのぞくことなどはアルフとよく似ている。近所の動向に疎かったウィリーに対し、「何を楽しみに生きてるの？」とまで言った事がある。タナー家に面と向かって余計な一言を言って雰囲気が悪くなることも時々ある。作中でジェイクを預かることになった際には「短期間だが母親のような気分が味わえる」と喜んでいた。
自分は子供が欲しかったが「主人（トレバー）の仕事が忙しく子供を授かる事が出来なかった」と語っている。ただし仕事が忙しいのは方弁なようで、上記の通りトレバーが子供嫌いなのが真相のようである。
タナー家の窓などからアルフの存在を幾度となく目撃しているが、その存在に関しては半信半疑で確信を持てない。アルフの方ではよく知っていて、窓越しにおばさんをからかったり、双眼鏡で様子を観察したりしている。一度アルフと直接対面し、ショックで家に引きこもってしまったが、アルフが間接的にラケルと話をして救った。
学生時代はチアリーダーだったらしい。『男がアメリカンフットボールの中心選手で、女がチアリーダー』というのは、アメリカの典型的な学生青春生活の勝ち組である（男性は「ジョック」、女性は「クイーン・ビー」という俗称で呼ばれる）。
リンの大学費用を稼ぐためにウィリーとケートとアルフが新聞配達のバイトをしてるのがラケルにバレた時は、タナー家を貧乏と思い込みケートに大量の食糧を渡しアルフは「優越感見え見え」と評した。
ジェイク・オクモニック (Jake Ochmonek)
演 - ジョシュ・ブレイク
声 - 梶野博司→喜田あゆみ
トレバーの弟の息子。父が警察の厄介になっている間だけ預かっていた(ちなみに父親だけでなく、兄、いとこ、親戚（弁護士）も警察の厄介になっている)。
性格は陽気でやんちゃな少年。始めはブライアンを子分扱いし、リンを見かけるたびにナンパしていたが常に失敗。偶然アルフと顔を会わせ、最初は驚いていたがすぐに良き友人になった。
父親と一緒に物を修理していた経験があり、メカニックとしての才能がある。ミキサーに天体望遠鏡、自動車まで修理することができ、ウィリーは「小さな修理屋さん」と賞賛した。
イレーン・オクモニック (Elaine Ochmonek)
演 - ランディ・ヘラー
ジェイクの母でニューヨーク在住。盗癖（クレプトマニア）があり、治るまではジェイクとは一緒に住まない約束をしている。ジェイクを呼び戻そうとトレバーの家に滞在するが、問題の癖が改善されておらず、お互い不本意ながら別居を続けることになった。ニューヨークへ戻った後は病院へ治療に行っているようだが、ニューヨークへ戻る前にトレバーが集めているコインのコレクションを持っていったのでアルフいわく「改善の道のりは遠い」。
ロッキー・オクモニック（Rocky Ochmonek）
トレバーのおじさんで元軍医。フランケンシュタインみたいな見た目でいつも眠たそうな目をしている老人。感謝祭のパーティーでターキーの丸焼きを切っていた。喋っている場面は全く無かった。

### その他の登場人物
ジョディ (Jody)
演 - アンドリア・コベル
声 - 鈴木弘子
アルフの大好きなガールフレンド。外出恐怖症でロサンゼルスで孤独な生活を送っている。アルフとはラジオの悩み相談で知り合う。視覚障害者で、アルフが宇宙人であることを知らずに、いつもぼろいセーターを着た人だと思って付き合っている。アルフはジョディの前では、精一杯彼女のために奮闘する。アパートを探した際はアルフはタナー家を出て新しいアパートでジョディと同居したが、タナー家やニール家と同じく遠慮を知らず振る舞ったり、仕事をしていなかったり、無断で部屋を視覚障害者用に改造したため困ったジョディがアルフが居ない間にタナー家へ連絡し迎えに来たウィリーとケートによりアルフを帰らせた。第6話などに登場。
ブランドン・ターティコフ (Brandon Tartikoff)
演 - デイビット・レジャー
テレビ局のプロデューサー。「視聴率ってなに」や「なんてったってコメディアン」に登場。テレビ番組「ポルカで騒ごう」の視聴率をアルフに操作され、そのとばっちりを受けた。
なお、ブランドン・ターティコフの名前は、当番組を放送しているNBCの当時の社長と同名（日本の表記では「ブランドン・タルティコフ」）である。
後述のニック・ミンツと同じ俳優が演じている。
シーズン4の14話「なんてったってコメディアン」(英語版)では俳優ではなくブランドン・ターティコフが本人役で出演している。
レニー・スコット (Lenny Scott)
演 - レイ・バーク
アルフを目撃したラケルが、その存在を訴えるために出演したワイドジョーの司会者。かなりすっとぼけた性格。放送局に直接電話をかけたアルフとも話をした。カツラ疑惑がありアルフにそれを電話でツッコまれた際は怒って電話を切った。
ラリー / Dr.ローレンス・ダイクストラ (Lally / Dr. Lawrence Dykstra)
演 - ビル・デイリー
声 - 羽佐間道夫
ウィリーの友だちのカウンセラー。初登場は第20話。アルフが落ち込んだ時や、その悪戯が手におえなくなった時、タナー家に診察しに来る。腕はいい。
ティファニー (Tiffany)
演 - ケリー・ホウリハン
声 - 椎名へきる
「アルフのクリスマスプレゼント」に登場する8歳の女の子。病弱で余命幾許もないと医者に言われている。病院の子供たちへのプレゼントに紛れて連れてこられたアルフを当初ぬいぐるみと勘違いして「アマンダ」と名付けるが、アルフが宇宙生物だとわかると一旦返却する。その後、ティファニーの余命のことを知って再び病室を訪れたアルフに死への不安を打ち明け、アルフからアドバイスをもらう。
なお、ティファニーは実在の少女をモチーフにしている。本物のティファニーは白血病を患っており、彼女からアルフと直接会話したいと伝える手紙が番組宛に届いたことを受けて、地元のNBC社員が病院のベッドにいる彼女とアルフとの間をビデオ会議システムで繋いで会話が行われた。これを見た当時のNBC社長のブランドン・タルティコフは、この話を題材にしたクリスマス特別番組を作るべきだと考え、エピソードが制作された。エピソードの放送時点でティファニーは既に死去しており、エピソード終了直後には彼女を追悼するクレジットがブラックバックに白文字で表示される。また同時期に亡くなったアルフのテクニカルディレクターであるトム・カイル（Tom Kyle）の名前も一緒にクレジットされている。
ジョージ・フォーリー (George Foley)
演 - クリーヴォン・リトル
声 - 池田勝
「アルフのクリスマスプレゼント」に登場する男性。かつて子供時代のウィリーが家族と山小屋でクリスマスを過ごした際に会っている。現在は、子供たちが捨てたおもちゃを拾って修理し、クリスマスの日にサンタクロースに扮して病院の子供たちに配る活動をしている。一方、妻を2週間前に亡くしており、物語の終盤では絶望感に苛まれた末に橋の上から身投げしようとするが、アルフの懸命の説得により思いとどまる。
ランディ・ボイラン
リンの同級生。アメフトでセンターをしている。会話をしても返答が遅い上に単語でしか返さない。アルフがダンスパーティーの相手をダニーとダブルブッキングさせた際は危うくダニーとランディとの殴り合いのケンカになりかけた。
ロクサーヌ（Roxanne）
演 - フラン・ドレシャー
アルフが想像したブライアンの未来の妻。表向きはオリーブオイルを扱う会社のやり手の女社長だが実際はアメリカ西海岸を牛耳るマフィアのボス。アルフに黒いバラを渡し、側近に未完成の市民劇場での演奏会（＝アルフのセメント詰め）を命令した。　ロクサーヌから黒いバラを渡されたアルフは怯え出し、震えながら「俺のおじさんも黒いバラを渡された後に不可解な事故で…」と言い、ブライアーン！と叫んでいた。
毛皮アレルギー（ブライアン曰く毛皮のコートと猫は除く）でアルフは首輪を付けられ床でご飯を食べていた。
ブライアンジュニア
ロクサーヌとブライアンの長男。アルフの事が大嫌いで事あるごとにアルフの悪事を告げ口していた。黒いバラの意味を知っているようでロクサーヌがアルフに黒いバラを渡したと言ったらアルフへ嬉しそうにチャオと言っていた。
ビニーとブルック（Vinnie＆Burk）
ロクサーヌの側近兼ボディガード。登場するシーンはあまり無いがロクサーヌの命令により市民劇場での演奏会と称し、アルフを生きたままセメント詰めにした模様。
宇宙人調査団（オリジナル版ではエイリアン タスク・フォース）
物語に度々登場する空軍所属で宇宙人を調査している機関。通報を受け何度かタナー家へ行っているが毎回空回りに終わっていた。
宇宙人調査団専用の車はペストコントロール（害虫・害獣駆除）業者のロゴやカラーに全塗装され、見破られないよう偽装されている。
通報者（オクモニック家）をケートとウィリーにバラしてしまったり、仕事中にも関わらずポテトチップス片手にテレビのアメフト中継を見ているなど勤務態度はお世辞にも良いとは言えないが最終回ではメルマック星や迎えに来る宇宙船の暗号を解読しアルフの捕獲に尽力した。
フレーキー・ピート
街をうろつくホームレス。（ラケルはゴロツキと呼んでいる）感謝祭中に街をうろついていたが、アルフからカボチャのパイや衣類をもらいさらに窓越しからリンとやりとりするアルフの姿を見て宇宙人調査団に通報するがもう帰る星が無いんだというアルフの言葉ともしアルフに指1本触れたら許さないというウィリーの話を聞いて改心し自身がニーズベックから来た宇宙人だと宇宙人調査団を誤魔化し帰らせた。最後はフロリダへ行くと言い去っていった。
バード
演 - ビバリー・アーチャー
タナー家の近所に住む女性。かなり好戦的な性格でシーズン2の16話でオクモニック家で立てこもり騒動が発生した際は警察に向かい「金は払うから（犯人へ）ピストルを撃たせろ」、「ダイナマイトを用意しろ」、「家を破壊しろ」と要求したり「我々アメリカ人はテロリストに屈しない！催涙ガスを撃ち込め！！」と叫んでいた。立てこもり騒動のニュース中継のインタビューにも出て「ハッスルニュース見てます、でも大嫌い」とリポーターに回答した。アルフ・ファイナル・スペシャルにも空軍関係者として登場する。
ニック・ミンツ（ミンツ・ザ・フィッシュ）
声 - 若本規夫
競馬の馬券の代理購入を業としているドロシーの知り合い。非常に暴力的でアルフがニックへの代理購入でスッてしまった6,000ドルを今すぐ用意できないとウィリーが言ったらそばにあった花瓶を床に落とてバラバラにし、お前の体もこうなると脅迫した。レモンアレルギーを持っている。
ボビー・ダンカン
ブライアンと同じ小学校に通う生徒。ボビーがケートを侮辱した事によりブライアンが殴りかかったため喧嘩になり父親がタナー家にやってきたが挑発を続けたため1度目はウィリー、2度目はケートに追い出された。親子共々ガラが悪く身長が小さい事にコンプレックスがある模様。
マーガレット
ニールの元妻。かなりワガママな性格で家事全般ニールがやっていたらしい。元々はかなり太っていたが、もう一度やり直したいとニールに会った際に整形手術やダイエット、豊胸、脂肪吸引した事を明らかにしているため細身の美女になっていた。
ジム・ハチンソン（ジンボ）
ウィリーの同僚。おしゃべり好きかつアルフ以上に遠慮を知らない性格。何度でも同じ事を話すクセがある。生まれはシアトルの郊外で孤児。ジムではなくニックネームのジンボと呼ぶことを強要する。ジムは偽名で自身の証言により詐欺グループを一網打尽にしたため、証人保護プログラムにより別名になっているが組織の生き残りの追手から追われている。タナー家に無理やり泊まった際、アルフは「何で象にメシあげるのよ」とニックネームのジンボをダンボと間違えていた。追手のシンジケートと共にFBIに連行されていったがその際も友情についていつもの調子で長々と話そうとしたため「手紙にしろよ」とFBI職員に止められた。
アメリカ合衆国移民・関税執行局
通称移民局。移民局の職員数名が不法入国者に対して、脅迫しお金を巻き上げていたがアルフを宇宙人としてのエイリアンではなく上記の不法入国者のエイリアンと間違え脅迫し、追い詰められたアルフはウィリー達に迷惑をかけられないと自らウィリーの車を借りて宇宙人調査団がある空軍基地まで行こうとしたが、タナー家へ訪ねてきた職員の口調やエイリアンという単語やアルフが話した特徴的な口調を覚えていたケートとウィリーが不法入国者のエイリアンと気付いたため追い返し、騒ぎを聞き起きてやって来たトレバーから車を借りアルフを追いかけ事なきを得た。この職員は移民局内でも不審な点がいくつもあり極秘で内部調査をしていたがこの一件が決め手となり件の職員は自宅謹慎の上処分検討中になった。その後は語られていないので職員の処分がどうなったかは不明。
ウエイン・シュレーガル（Wayne Schlegel）
泡風呂を作ろうとしたアルフがお風呂場で気絶し記憶喪失になった時に名乗った名前。ドラマ内で実在するミシガン州にある保険会社のセールスマンで社長の秘書と不倫をしている一方ロック音楽は大嫌い。下品で青少年を堕落させ家庭を崩壊させる原因になると力説するなど台詞と自身がしている行動が一致しない部分がある。ウィリーが部屋を出たスキに素っ裸で監禁されているとウエイン（アルフ）が警察に通報したが徐々に記憶を取り戻しラッキーを見た事により完全に記憶が元に戻った。なおタナー家の家宅捜索をしにきた警察や秘書の証言により本物のウエインは行方不明にすらなっておらず病院に入院していた。
連邦捜査局（FBI）
物語にかなりの確率で登場する。ウィリーを誤認逮捕したり、ジム（先述）の件、アルフがスクランブル無線を傍受してエアフォースワンに無線した際アメリカ国土を脅迫したとしてウィリーはアルフの機転が聞きブライアンを使い再び無線を使い説得し納得するまで牢屋に投獄されてしまった。犯罪者の情報を求めるテレビ番組の懸賞金に目がくらんだトレバーに犯人ではないのにも関わらず詐欺の常習や重婚などの犯罪の犯人だと決めつけられその上番組に犯人だと個人情報を流され、ウィリーがFBIに任意同行された事もある。
アーロン・キング
エルヴィス・プレスリーに憧れるトラック運転手。アルフは本物のプレスリーと思いこみ何度かコンタクトを取ったがコンタクトは全て夢であり、さらには突然夜逃げしてしまった。ちなみにアーロン・キングは偽名である。
ボブ
演 - ジョゼフ・メイハー
アルフ担当の天使。ゲートボール大会を開いた際にウィリーの足（スネ）をスティックで殴ったりしたため家族から顰蹙を買い、スティックを頭上高く投げ「なんでこんな人生なんだろう、ここの来たのは間違いだった」と呟いたあとにスティックがアルフの頭を直撃し卒倒。その後天国から担当の天使としてボブが迎えに来た。生まれ変わった未来では不時着した化粧品メーカで宇宙船に積んでいたラジエーター液（不凍液）を香水にしたことにより会社は大成功し、アルフは社長となり美人秘書に囲まれ、マーガレット・サッチャーやドナルド・トランプとも友人となり、アメリカ国内の負債をアルフ自身のポケットマネーで完済したため、その功績により宇宙人調査団に追われる事も無くなった。同時にタナー家側もリンがスポーツカーを複数台所持していたり、ブライアンがゴルフを趣味にしていたり、オクモニック家を買収し、庭にウォータースライダーつきのプールを作ったり、オクモニック夫妻を住み込みのメイドにするなどお金持ちになっていたが生まれ変わったらタナー家との思い出は全て消えるというボブの言葉と見学した未来でウィリーとケートが覚えているはずの無いアルフを心の奥底で覚えていたためアルフは生まれ変わる事を拒否し現世へ帰って来た。
アルフィーナ
ブライアンがタナー家に連れてきた犬（犬種はブリアードで性別はメス）。後述のアルフとバトンウッドによる騒動に巻き込まれるも本当の飼い主の元へ帰っていった。本名はフランチェスカ。
バトンウッド
アルフィーナ（フランチェスカ）を自身の飼い犬だと主張する老婆でアルフィーナ（フランチェスカ）へヤキモチを妬いていたアルフがこっそりアルフィーナ（フランチェスカ）を引き渡したが本物の飼い主の女の子であるハンナがタナー家へ現れた事でウィリーがバトンウッドの元へ行くが返し賃として500ドルを要求した。勝手に引き渡した事や500ドルを要求された事で家族中から顰蹙を買い責任を感じたアルフが単独でバトンウッド家に乗り込みアルフィーナ（フランチェスカ）の奪還に成功した。
ハンナ
アルフィーナ（フランチェスカ）の本当の飼い主の少女。アルフがバトンウッドに引き渡してしまった事を知った際は泣き出してしまった。上述の通りアルフが奪還したため無事手元に戻って来た模様。
ゴキブリ駆除員
演 - ダグ・ウォーヒット
シーズン1、25話の「わが家のゴキブリ騒動」に登場。殺虫剤を使った事により巨大化したメルマック星のゴキブリを退治する為に依頼されタナー家に来たが、ゴキブリ一匹だけ（駆除員は巨大化した事を知らなかった）という事でウィリーをバカにしたが、寝室に入りゴキブリを直視した後に悲鳴と共にか、怪物だー！と叫びながら逃げていった。
モーラ
声 - 野沢雅子
ケートの友人で最高裁判所で様々な事件を扱うキャリアウーマン。次期最高裁判所の所長と噂されているほど仕事はやり手で、ケートを含めた友人達は出世頭である彼女を誇りに思っている。
しかし昔から『酒が大好きで酒量が多すぎる』という欠点を持っており、学生時代に一晩でウイスキーを14杯も呑んだ記録を持ちそれにより「底無し」というあだ名を付けられるほどである。物語登場時点で仕事へのプレッシャーや友人達の期待に圧し潰されそうな自分を誤魔化そうと酒量をますます多く常用した結果、幻覚を伴う重度のアルコール依存症に陥ってしまっていた。その影響で夫婦喧嘩を起こし同窓会を開いた際、「家に帰りたくない」とケートに泣き付きタナー家へ一泊することになる。
その際も夜中にキッチンでお酒を呑んでいたが、たまたま夜食を食べようとしキッチンへ現れたアルフを飲酒時に見える幻覚で現れる友達のサミーと呼びラム酒・バーボン・テキーラなど手当たり次第呑ませアルフを二日酔い状態にさせた。翌日、二日酔い状態でモーラを「あの飲兵衛」と言ったアルフに対しケートはモーラを侮辱されたと思い激怒したが、前述の学生時代の酒豪さやあだ名を知っているウィリーの説得で考え直し、アルフと協力してモーラをアルコール中毒ではないかと問いただした結果、「8年も前からこの状態（サミーの幻覚が見える）が続いている」ことを自白させた。更にはアルフがサミーとして登場し、上手くケートと口裏を合わせながら説得することで『通院して禁酒する』事を誓わせ、モーラもケートも救われることとなる。
その後の禁酒治療は成功している模様で、「飲み物はジュースのみのパーティーをしよう」とケートに手紙を出していた。
マンシーア
第1シーズン、18話に登場する少年。生まれはスペインだが父親の事業の失敗によりカリフォルニアのロサンゼルスへやって来た。本人はなんとかスペインへ帰るつもりでスペイン語のみで英語を話せないフリなどをしていたがウィリーの課に保護され、タナー家でしばらく預かる事になった。その後ウィリーの部下の元恋人がマンシーアの父親で電話で全ての事を知り、マンシーアを問いただしたがマンシーアはアメリカに居たくない、スペインには仕事も友達もあるもう少しでスペインに帰れたのにと言い、父親が迎えに来るとウィリーが言ったらアンタに（自分）を引き止める権利は無いと突っぱねた。しかしアルフの説得により最終的には父親と共に帰っていった。　
真夜中にタナー家から抜け出そうとした際にアルフから庭荒らしと勘違いされ、鍬（クワ）で襲われかけその際にスペイン語で会話しアルフと友人となった。クズイモは嫌いでハンバーガーが好き。父親が迎えに来て帰る際にウィリーからのお願いとしてアルフが家庭菜園をし植えていないのに異常繁殖したズッキーニをお土産として持たされた。
ポール
声 - 三ツ矢雄二
アルフがウィリー無断で購入した腹話術の人形。ただの腹話術の人形と思われたが自我を持っていてアルフの意思とは関係なくイタズラをしたりウィリーの要請で駆けつけたラリーの足を殴ったりした。最期はポールよりもポップコーンをバラまいたり、皿を床やフリスビーの要領で投げて割る事を選びポールと別れを告げた。その後メルマック方式による葬儀が執り行われた（遺体（この場合はポール）冷凍庫（フリーザー）に入れる事がメルマック方式の葬儀のようである）家族全員ポールにウンザリしていてアルフがポールの声真似をしたらウィリーとケートはベッドから落ちて、リンは嫌悪感を見せ、ブライアンからは花瓶を投げられたらしい。
マイケル・ジャクソン、エルヴィス・プレスリー、サミー・デイヴィスJr.、ジョン・レノン、オノ・ヨーコなどの芸能人
姿自体は登場しないが物語のネタとして度々登場する。またアルフが爆音で流す音楽にスプリームスやシカゴなどがある。

### メルマック星人
いずれも「いとしのロンダ」に登場。
ロンダ (Rhonda)
声 - 弥永和子
アルフのメルマック時代のガールフレンド。一目ぼれしたアルフがやっとのことで初デートにこぎつけたその日、メルマックが爆発した。「あそびたガ～ル」として有名だったらしい。
一人称はアタシ。
スキップ (Skip)
声 - 及川ヒロオ
アルフのメルマック時代の友達。メルマックの消滅後、宇宙船でロンダとともにアルフを探している。一人称は「ボクちゃん」。
アルフが地球にいる事がわかり1度迎えに行くが、タナー家との別れを惜しんだアルフにすっぽかされた。新しい星を購入し、「ニューメルマックを作ろう」と再びアルフを迎えに行くが、次は暗号を解読していたエイリアン調査機関に直前の所でアルフを捕獲されてしまった。
リック (Rick)
声 - 三ツ矢雄二
スキップと同じくアルフの友達で冷かし屋。メルマックの消滅後、レストランのウエイトレスであるステラと結婚し、水星でイグアナの皮の店を経営しているらしい。
一人称はボク。

## 用語
メルマック星人
メルマック星に住んでいた人類。見た目は男女ともにアルフと大差はない。メルマック星の爆発により、生き残ったものはアルフ同様に宇宙を放浪しているようである。75年に1度、夜中だけ性格が悪魔的に変わるという特性を持つ。
食べすぎで太っても体の体形は変わらず、体内の密度のみが高くなり最後には爆発する「急性カラダ爆発」という恐ろしい病気がある。前述のアルフがウルフになったのはその病気を危惧しウィリー達にダイエットを懇願した結果である。また、綿を食べると精神が高揚し中毒症状になることもある。
アルフはゲップを連発するが、ゲップはメルマックでは正しいマナーらしい。
メルマック星人がしゃっくりをするとソニックブームのような衝撃波が発生し、食器などが破壊される事がある。また、しゃっくりが続くと死亡する恐れがあり、メルマック星の民間療法として「ネコジュースを飲む」か「生のホウレンソウを食べる」方法が存在する。
また、寿命は650歳と固定であり、寿命を迎える1年前になるとクレジットカードの使用が禁止される。また、死の1週間前には形見を分ける。さらに、死はメルマックではめでたいこととされる。
イグアナ、ヘビ、ネコ、とかげなどが食用動物として扱われる。また、靴に入ったプリンや、コガネムシのソテーなどの食文化がある。食品添加物は存在しない。その一方でヨーグルトに接着剤、タコスにベビーパウダーをかけて食べたりもしている。
メルマック星でも地球同様バリ様という神様を祀る宗教があり、メルマック星人は1年間のうち14日間（2週間）を牧師としての活動をする義務がある。また歴史の教科書を燃やすと実害を被る悪い事が起こる。この悪い事から抜け出すには緑色の夜に証人の5人が肩に生肉やベーコン、ソーセージを乗せ、燃やしてしまった事に対する謝罪する儀式を執り行う必要がある。
メルマック星ではプロポーズとして口からサイレンのような音を鳴らす。それを聴いた相手はプロポーズの返事がイエスでもノーでもなく気絶しているらしい。
地球では金や銀は希少かつ高級な貴金属だが、メルマック星ではありふれている物質で逆に地球にありふれている鉛や砂利に価値があるもよう、アルフの宇宙船も配管に金を使いさらにトイレの配管にはプラチナ（白金）を使用している。そのうち配管に使っていた金は金の投資会社へ売却し9,0000ドルのフェラーリをリンへプレゼントした。

## 製作
第1・3シーズンはロリマー・テレピクチャーズ、第2・4シーズンはワーナー・ブラザース・テレビジョンで制作された。
アルフの製作は技術的に困難を伴うものだった。タナー一家を演じた4人の俳優のほとんどが、撮影時の高レベルな緊張を認めている。
ウィリー・タナー役のマックス・ライトは、技術的に大変困難で会話のいいところを全部持って行ってしまう、無生物物体と一緒に演じるのは嫌だったと話していた。ケート・タナー役のアン・シェディーンは、最後の撮影が終わった夜に挨拶すらせずに車で走り去っていくライトを述懐している。シェディーン自身も、「撮影でいい思い出はなかった…あれは技術的悪夢だった。極めて遅く、熱く退屈だった。30分の番組の撮影に20時間から25時間かかった」と述べている。リン・タナー役のアンドレア・エルソンは、第2シーズンのあいだに大食症に悩まされた。エルスンは「アルフがもう1年続いていたら、全員気が狂っていただろう」と語っている。ライトは後にアルフについてよりやさしく考えるようになり、2006年6月に「私がどう感じたか、あの日々がどうであったか関係ない、アルフは人々にたくさんの喜びを与えたんだ」と語っている。
出演者の中では唯一、ブライアン・タナー役のベンジー・グレゴリーは当初から番組に対して肯定的だった。理由は「出演料が高かったから」との事である。
フスコは彼が作ったキャラクターについて異常なほど秘密主義である。番組制作のあいだ、フスコは人形のアルフが異星人以外の何かであることを認めるのを拒んだ。製作にかかわる全員がいかなるアルフの秘密も持ち出さないように警告された。
番組終了以降に行われたキャストへのインタビューは、このシリーズがどのように製作されたかについて少しだけ明らかにしている。人形操作をする人たちが入る空間を作るため、セット全体が床に何十もの隠し扉を備えた上げ底のプラットフォームの上に構築された。隠し扉は何回もリセットしなくてはならず、1つのシーンの中で何度も移動することさえあった。
人形の操作は3人がかりであった。主担当のポール・フスコは、一方の手でアルフの口を、もう一方の手で人形の手の片方を操作した。人形操作の2人目、リサ・バックリィはポールと一緒にステージの下にいて、アルフのもう一方の手をはめてそれを操作した。アルフの手は基本的に毛の生えた手袋だった。そして3人目のボブ・ファピアノがオフステージのRCコントローラを通じてアルフの顔面と耳の動きを操作した。彼らは協調して働いてアルフの動きを滑らかでそれらしいものにした。撮影のあいだ、フスコはアルフのキャラクターの声を演じるために、「Halo」をつけていた。これのすべてが撮影プロセスを大変にし、数え切れない失敗と撮り直しがあった。そのために、各エピソードの撮影は数時間を超え、スタジオに観客を入れるのは現実的ではなかったため、笑い声は録音されたものが編集で加えられた。
アルフのメイン人形に不必要な擦れや裂け目ができるのを避けるため、リハーサルでは使い古された初期バージョンのアルフが使われた。出演者たちはそれを「ラルフ (Ralph) 」というニックネームで呼んだ。
アルフの撮影にはもっぱら人形が使われていたが、アルフが歩くシーンのみ、体の小さな俳優ミシュ・メシャロスが着ぐるみを着こんで演じた。初期のオープニングでアルフがカメラをセットした後に、タナー一家と一緒に写真に収まるために走っていくシーンなどである。また、一部の話ではアブラハム・ヴェルデュスコがスーツアクターを務めた。

## サブタイトル
- 第1話 - 第37話とEp.1 - Ep.37はエピソード番号は一致するが、Ep.38・Ep.39が日本未公開であり、NHK放送時の第38話以降は2つずれている。
- Ep.38・39（アルフのクリスマスプレゼント前編・後編）は、2009年12月14日と21日にNHK教育テレビで初めて放送された。

| 各話              | 日本版サブタイトル                 | Episode | 原題                                               |
| ----------------- | ---------------------------------- | ------- | -------------------------------------------------- |
| 第1シーズン       |                                    |         |                                                    |
| 第1話             | エイリアンがやって来た             | Ep.1    | A.L.F                                              |
| 第2話             | 留守番はまかせて                   | Ep.2    | STRANGERS IN THE NIGHT                             |
| 第3話             | みんな猫が好き                     | Ep.3    | LOOKING FOR LUCKY                                  |
| 第4話             | アルフより愛をこめて               | Ep.4    | PENNSYLVANIA 6-5000                                |
| 第5話             | あなたも美しくなれる               | Ep.5    | KEEPIN' THE FAITH                                  |
| 第6話             | すてきな夜をあなたに               | Ep.6    | FOR YOUR EYES ONLY                                 |
| 第7話             | いとしのロンダ                     | Ep.7    | HELP ME RHONDA                                     |
| 第8話             | 君にささげるロック                 | Ep.8    | DON'T IT MAKE MY BROWN EYES BLUE                   |
| 第9話             | 明日に向かって飛べ                 | Ep.9    | JUMP                                               |
| 第10話            | 赤いスポーツ・カー                 | Ep.10   | BABY, YOU CAN DRIVE MY CAR                         |
| 第11話            | ぼくは森の魔法使い                 | Ep.11   | ON THE ROAD AGAIN                                  |
| 第12話            | 高くついたブランド物               | Ep.12   | OH, TANNERBAUM                                     |
| 第13話            | おばあちゃんが来た                 | Ep.13   | MOTHER AND CHILD REUNION                           |
| 第14話            | ぼくの書いたシナリオ               | Ep.14   | LITTLE BIT OF SOAP                                 |
| 第15話            | ハロー宅配便です                   | Ep.15   | I'VE GOT A NEW ATTITUDE                            |
| 第16話            | 私はだれでしょう（前編）           | Ep.16   | TRY TO REMEMBER (Part 1)                           |
| 第17話            | 私はだれでしょう（後編）           | Ep.17   | TRY TO REMEMBER (Part 2)                           |
| 第18話            | 南から来た少年                     | Ep.18   | BORDER SONG                                        |
| 第19話            | 75年目のこわい夜                   | Ep.19   | WILD THING                                         |
| 第20話            | いたずらと友情                     | Ep.20   | GOING OUT OF MY HEAD OVER YOU                      |
| 第21話            | 真夏の夜の悪夢                     | Ep.21   | LOOKIN' THROUGH THE WINDOW                         |
| 第22話            | ブライアンの学芸会                 | Ep.22   | IT AIN'T EASY BEIN' GREEN                          |
| 第23話            | 孤独なギャンブラー                 | Ep.23   | THE GAMBLER                                        |
| 第24話            | ぼくは宇宙の科学者                 | Ep.24   | WEIRD SCIENCE                                      |
| 第25話            | わが家のゴキブリ騒動               | Ep.25   | LA CUCARACHA                                       |
| 第26話            | すばらしい週末旅行                 | Ep.26   | COME FLY WITH ME                                   |
| 第2シーズン       |                                    |         |                                                    |
| 第27話            | 昔のボクと今のぼく                 | Ep.27   | WORKING MY WAY BACK TO YOU                         |
| 第28話            | 夢のギリガン島                     | Ep.28   | BALLAD OF GILLIGAN'S ISLAND                        |
| 第29話            | お隣さんと大接近                   | Ep.29   | TAKE A LOOK AT ME NOW                              |
| 第30話            | ぼく悩んでます                     | Ep.30   | WEDDING BELL BLUES                                 |
| 第31話            | 視聴率ってなに                     | Ep.31   | PRIME TIME                                         |
| 第32話            | パーティーの人気者                 | Ep.32   | SOME ENCHANTED EVENING                             |
| 第33話            | キミが一番美しい                   | Ep.33   | PRETTY WOMAN                                       |
| 第34話            | 結婚式の変な伴奏                   | Ep.34   | SOMETHING'S WRONG WITH ME                          |
| 第35話            | 夜汽車はロマンの香り               | Ep.35   | NIGHT TRAIN                                        |
| 第36話            | ハネムーンをもう一度               | Ep.36   | ISN'T IT ROMANTIC                                  |
| 第37話            | 夢のアルフ大統領                   | Ep.37   | HAIL TO THE CHIEF                                  |
| -                 | アルフのクリスマスプレゼント(前編) | Ep.38   | ALF'S SPECIAL CHRISTMAS (Part 1)                   |
| -                 | アルフのクリスマスプレゼント(後編) | Ep.39   | ALF'S SPECIAL CHRISTMAS (Part 2)                   |
| 第38話            | 隣に来た男の子                     | Ep.40   | THE BOY NEXT DOOR                                  |
| 第39話            | 裁判長殿は美人                     | Ep.41   | CAN I GET A WITNESS?                               |
| 第40話            | サヨナラおじさん                   | Ep.42   | WE'RE SO SORRY, UNCLE ALBERT                       |
| 第41話            | タナー家の長い夜（前編）           | Ep.43   | SOMEONE TO WATCH OVER ME (Part 1)                  |
| 第42話            | タナー家の長い夜（後編）           | Ep.44   | SOMEONE TO WATCH OVER ME (Part 2)                  |
| 第43話            | 君はボクの女神                     | Ep.45   | WE GOTTA GET OUT OF THIS PLACE                     |
| 第44話            | アイドルはぼくだ                   | Ep.46   | YOU AIN'T NOTHING BUT A HOUND DOG                  |
| 第45話            | がんばれブライアン                 | Ep.47   | HIT ME WITH YOUR BEST SHOT                         |
| 第46話            | 引っ越し大反対                     | Ep.48   | MOVIN' OUT                                         |
| 第47話            | もう1人のぼく                      | Ep.49   | I'M YOUR PUPPET                                    |
| 第48話            | お酒はほどほどに                   | Ep.50   | TEQUILA                                            |
| 第49話            | みんなぼくの友達                   | Ep.51   | WE ARE FAMILY                                      |
| 第50話            | タナー家は不滅です                 | Ep.52   | VARSITY DRAG                                       |
| 第3シーズン       |                                    |         |                                                    |
| 第51話            | お邪魔しま～す                     | Ep.53   | STOP IN THE NAME OF LOVE                           |
| 第52話            | さらばタナー家                     | Ep.54   | STAIRWAY TO HEAVEN                                 |
| 第53話            | 居候がもう一人                     | Ep.55   | BREAKING UP IS HARD TO DO                          |
| 第54話            | ショーの迷司会者（前編）           | Ep.56   | TONIGHT, TONIGHT (Part 1)                          |
| 第55話            | ショーの迷司会者（後編）           | Ep.57   | TONIGHT, TONIGHT (Part 2)                          |
| 第56話            | 僕は口の堅い宇宙人                 | Ep.58   | PROMISES, PROMISES                                 |
| 第57話            | おかしな賞金稼ぎ（前編）           | Ep.59   | TURKEY IN THE STRAW (Part 1)                       |
| 第58話            | おかしな賞金稼ぎ（後編）           | Ep.60   | TURKEY IN THE STRAW (Part 2)                       |
| 第59話            | 我が家のビッグニュース             | Ep.61   | CHANGES                                            |
| 第60話            | 屋根裏は青春がいっぱい             | Ep.62   | MY BACK PAGES                                      |
| 第61話            | 地球に仲間がいるぞ                 | Ep.63   | ALONE AGAIN, NATURALLY                             |
| 第62話            | 天才手品師あらわる                 | Ep.64   | DO YOU BELIEVE IN MAGIC?                           |
| 第63話            | ヒーローと呼んで                   | Ep.65   | HIDE AWAY                                          |
| 第64話            | イカサマは許さない                 | Ep.66   | FIGHT BACK                                         |
| 第65話            | プレスリーは生きている             | Ep.67   | SUSPICIOUS MINDS                                   |
| 第66話            | 赤ちゃんになりたい                 | Ep.68   | BABY LOVE                                          |
| 第67話            | アルフついに見つかる               | Ep.69   | RUNNING SCARED                                     |
| 第68話            | ぼくはシラノ・ド・メルマック       | Ep.70   | STANDING IN THE SHADOWS OF LOVE                    |
| 第69話            | 宇宙式厄払い教えます               | Ep.71   | SUPERSTITION                                       |
| 第70話            | お嬢様お手をどうぞ                 | Ep.72   | TORN BETWEEN TWO LOVERS                            |
| 第71話            | 映画を作ろう                       | Ep.73   | LIKE AN OLD TIME MOVIE                             |
| 第72話            | さらば友よ                         | Ep.74   | FUNERAL FOR A FRIEND                               |
| 第73話            | 暗やみなんか怖くない               | Ep.75   | DON'T BE AFRAID OF THE DARK                        |
| 第74話            | ジェイクのママがやって来た         | Ep.76   | HAVE YOU SEEN YOUR MOTHER, STANDING IN THE SHADOW? |
| 第75話            | 愛と悟りの日々                     | Ep.77   | SHAKE, RATTLE & ROLL                               |
| 第76話            | コウノトリの贈り物                 | Ep.78   | HAVING MY BABY                                     |
| 第4シーズン       |                                    |         |                                                    |
| 第77話            | ベビーシッター募集中               | Ep.79   | BABY COME BACK                                     |
| 第78話            | タナー家危機一髪                   | Ep.80   | LIES                                               |
| 第79話            | 二枚目はつらいね                   | Ep.81   | WANTED: DEAD OR ALIVE                              |
| 第80話            | 金の生る木はどこに…                | Ep.82   | WE'RE IN THE MONEY                                 |
| 第81話            | 心の中をのぞいて見たい             | Ep.83   | MIND GAMES                                         |
| 第82話            | 奇妙なストレス解消法               | Ep.84   | HOOKED ON A FEELING                                |
| 第83話            | ニールおじさんが来た               | Ep.85   | HE AIN'T HEAVY, HE'S WILLIE'S BROTHER              |
| 第84話            | 危うしアイドルの座                 | Ep.86   | THE FIRST TIME EVER I SAW YOUR FACE                |
| 第85話            | グルメか友情か                     | Ep.87   | LIVE AND LET DIE                                   |
| 第86話            | 記念パーティーの邪魔者             | Ep.88   | BREAK UP TO MAKE UP                                |
| 第87話            | 家出してみたものの…                | Ep.89   | HAPPY TOGETHER                                     |
| 第88話            | メルマック星の特効薬               | Ep.90   | FEVER                                              |
| 第89話            | 危なっかしい招待状                 | Ep.91   | IT'S MY PARTY                                      |
| 第90話            | なんてったってコメディアン         | Ep.92   | MAKE 'EM LAUGH                                     |
| 第91話            | もういちど愛して                   | Ep.93   | LOVE ON THE ROCKS                                  |
| 第92話            | アートは僕にまかせて               | Ep.94   | TRUE COLORS                                        |
| 第93話            | 2回目の結婚式                      | Ep.95   | GIMME THAT OLD TIME RELIGION                       |
| 第94話            | バラ色のぼくの未来                 | Ep.96   | FUTURE'S SO BRIGHT, I GOTTA WEAR SHADES            |
| 第95話            | スカーフいっぱいの愛               | Ep.97   | WHEN I'M SIXTY-FOUR                                |
| 第96話            | タナー家の秘宝                     | Ep.98   | MR. SANDMAN                                        |
| 第97話            | 僕たちの地球を守ろう               | Ep.99   | STAYIN' ALIVE                                      |
| 第98話            | ダイエット騒動                     | Ep.100  | HUNGRY LIKE THE WOLF                               |
| 第99話            | リンは大人になりました             | Ep.101  | I GOTTA BE ME                                      |
| 第100話（最終話） | 旅立ちの日                         | Ep.102  | CONSIDER ME GONE                                   |

## 日本語版スタッフ
- 台本：小寺陽子、滝沢ふじお
- 演出：小山悟（第1、第2シーズン）、佐藤敏夫（第3、第4シーズン）
- 効果：桜井俊哉
- 調整：和田修、荒井孝、田中和成
- 制作：東北新社

特記事項としてアメリカローカルのため日本では伝わらないジョーク、ユダヤ教などの宗教や政治、成人向けのギャグは日本語版では全く違うものに変えられている。
日本語吹き替え版ではオリジナル版からNHKでの放送時間を調整し本編のカットが行われている。

## 関連作品

### アルフ ファイナル・スペシャル
『アルフ ファイナル・スペシャル』（原題 Project: ALF）は、『アルフ』の続編に当たるテレビ映画である。1996年にポール・フスコ・プロダクションズ（ポール・フスコとトム・パチェット）が独自に制作した1時間半のテレビ映画で、ABCで放送された。テレビシリーズの登場人物ではアルフのみ登場。日本では2010年12月31日にNHK教育テレビで初めて放送された。テレビ放映版と同様、アルフの吹き替えは所ジョージが担当する。

#### あらすじ（ファイナル・スペシャル）
テレビシリーズから数年後、アルフはタナー家から離れ、空軍に囚われの身となっていた。「Project: ALF」とはそのための軍のプロジェクト名である。アルフは過酷な人体実験を受けつつも、それ以外では待遇もよく軍人たちとも仲良くなり、それなりに快適な生活を送っていた。
しかし、アルフの抹殺を主張するミルフォイル大佐が独断でアルフの抹殺をもくろみ動き出したため、彼は計画を察知したリックとメリッサに連れられ、軍から逃亡する。
やがてアルフはミルフォイルに捕まるが、計画が露呈して彼は失脚し、アルフは宇宙大使の称号を得て軍で安全に暮らすこととなった。

#### スタッフ・出演者
- スタッフ
  - 監督: ディック・ローリイ
  - プロデューサー: トム・パチェット
  - エグゼクティブ・スーパーバイザー: リンダ・フスコ
  - 脚本: ポール・フスコ、トム・パチェット
  - 製作総指揮: ポール・フスコ
  - 音楽: マーク・スノウ
  - 制作: ポール・フスコ・プロダクションズ
- 出演（日本語吹き替え声優）
  - ポール・フスコ（所ジョージ） - アルフ
  - ウィリアム・オリアリー（英語版）（落合弘治） - リック・マリカン大尉
  - ジェンセン・ダジェット（英語版）（甲斐田裕子） - メリッサ・ヒル少佐
  - ジョン・シュック（英語版）（浦山迅） - マイロン・ストーン大将[注 38]
  - スコット・マイケル・キャンベル（遠藤純一） - リース少尉
  - マーティン・シーン（羽佐間道夫） - ミルフォイル大佐
  - ミゲル・フェラー（楠大典） - デクスター・モイヤーズ博士
  - エド・ベグリー・ジュニア - ワーナー博士
  - エリック・アヴァリ - ロケット（声の出演）
  - その他の声の吹き替え：山野史人／野浜たまこ／間宮康弘／丸山壮史／吉開清人／仲村かおり／佐藤健輔／西健亮／田久保修平／片岡亮子

### アニメ
2作ともに日本未放送。そのため、日本語吹き替えバージョンも存在しない。
ALF：The Animated Series
1987年9月26日から1989年1月7日にかけて放送された、メルマック星時代のアルフの生活を描いたテレビアニメシリーズ。
ディック・エンターテイメント、サバン・エンターテイメント、エイリアン・プロダクションズ、スクリーン ジェムズの共同制作。全26話。
ALF Tales
1988年9月10日から1989年12月9日まで放送された、スピンオフのテレビアニメシリーズ。
ディック・エンターテイメント、サバン・エンターテイメント、エイリアン・プロダクションズ、ロリマー・テレビジョンの共同制作。全21話。

### ゲーム
ALF: The First Adventure
Box Officeが開発・発売したゲームソフト。1987年にApple II版とMS-DOS版が、1988年にコモドール64版が、1989年にAtari ST版が発売。
ALF
1989年5月に北米でセガより発売されたセガ・マスターシステム用ソフト。

### その他
ブロッサム
本作品と同じくNBCテレビで放送され、日本でもNHK教育テレビで放送されたテレビドラマ。第7話「ダンスの相手をどうぞ」でアルフがゲスト出演をしている。
あそびにいくヨ!
日本のライトノベル作品。作中で、メルマックという人種が登場している
フルメタル・ジャケット
わが家のゴキブリ騒動の終盤でアルフがトイレでゴキブリを説得するシーンはフルメタル・ジャケットでほほえみデブ（ゴーマー・パイル）が過酷な訓練や連帯責任で懲罰を受けた同じ隊の人間から受けたブランケット・パーティー（集団リンチの事）などで精神に異常をきたし寄宿舎最後の夜にトイレでM16アサルトライフル片手に騒ぎ出し、騒ぎを聞きつけ説得しようとしたハートマン軍曹をほほえみデブが射殺する場面のパロディである。
デルタ航空
航空機内用の安全ビデオにアルフが登場する（セリフ無し）。

## ソフト販売
2009年8月に日本語吹き替え版DVDが発売された。また、セカンド・シーズン コレクターズBOXは北米版と同じ仕様でNHK放送版より短くなっているが、日本未公開だった2話がおよそ14年ぶりに所ジョージと小松政夫によって新たに吹き替え収録された。
アメリカでもDVD化はされているがシンジケート版で、画質が低かったり一部撮りなおしが行われていたりする。また、収録されていないエピソードも複数ある。このアメリカ版DVDは、リージョン1（アメリカ、カナダ）で、英語オリジナル音声のみの収録である。
一部ディスカウントストアで販売されているリージョンコードが『ALL』になっている日本語吹き替え版のアルフの格安DVDを日本国内のプレーヤーで再生するとFBIによる著作権についての警告文が表示される。
ワーナー・ブラザース・ホームエンターテイメントよりBlu-ray DiscとDVDが発売、2020年10月9日以降はNBCユニバーサルが販売している。アルフ/ザ・ファイナル・スペシャルのみ発売が『Project Alf』DVD発売委員会で、販売はTCエンタテインメントが行っている。2023年10月17日にShout! FactoryよりALF: The Complete Series [Deluxe Edition]がアメリカで発売。
DVDラインナップ
- アルフ〈ファースト・シーズン〉 コレクターズ・ボックス SD-Y25815 2009年8月26日発売
- アルフ〈ファースト〉 セット1 SP-Y25816 2010年6月23日発売
- アルフ〈ファースト〉 セット2 SP-Y25817 2010年6月23日発売
- アルフ〈セカンド・シーズン〉 コレクターズ・ボックス SD-Y26525 2009年12月23日発売
- アルフ〈セカンド〉 セット1 SP-Y26620 2010年6月23日発売
- アルフ〈セカンド〉 セット2 SP-Y26621 2010年6月23日発売
- アルフ〈サード・シーズン〉 コレクターズ・ボックス SD-Y27216 2010年7月21日発売
- アルフ〈サード〉 セット1 1000281263 2012年3月20日発売
- アルフ〈サード〉 セット2 1000284010 2012年3月20日発売
- アルフ〈フォース・シーズン〉 コレクターズ・ボックス SD-Y28780 2010年12月22日発売
- アルフ〈フォース〉 セット1 1000281262 2012年3月20日発売
- アルフ〈フォース〉 セット2 1000283859 2012年3月20日発売
- アルフ/ザ・ファイナル・スペシャル TCED-0987 2011年1月28日発売
- アルフ〈シーズン1-4〉 コンプリートDVD-BOX 1000296725 2012年6月6日発売
- アルフ〈シーズン1-4〉 DVD全巻セット 1000633659 2016年11月23日発売
- アルフ/ザ・ファイナル・スペシャル DVD特装版（初回生産限定） TCED-5177 2020年10月7日発売
- アルフ/ザ・ファイナル・スペシャル DVD普及版 TCED-5176 2020年10月7日発売

## インターネット配信
ワーナーから『アルフ』の権利を取得したShout! Studiosが、YouTube LiveとTwitchにてシーズン1からシーズン4の英語版（オリジナル版） / 日本語吹き替え版 / スペイン語吹き替え版 / フランス語吹き替え版 / ドイツ語吹き替え版 / ブラジルポルトガル語吹き替え版を24時間ノンストップかつエンドレス配信している。また、アニメ版も二作共にオリジナル版を配信していた。
2024年の6月〜7月にかけて配信が止まりその後再開という状態が頻発したが、2024年8月5日14時頃から突然「この動画はお住まいの国では公開されていません」とエラーが表示され、YouTubeでのインターネット配信が完全に停止した。また、Twitchでも2024年8月6日深夜から翌午後まで日本語吹き替え版の配信が停止していた。
このトラブルは1ヶ月強続き、日本での配信はTwitchのみとなっていたが、2024年9月19日朝に、YouTubeでの配信も再度開始された。
YouTubeでの配信再開の際にはアルフ公式チャンネルでも新たに配信が行われるようになり、Shout! Studiosの日本語吹き替え版配信枠のチャット欄においてアルフ公式チャンネルの登録を促す運営からのメッセージが固定されていた。コミュニティ投稿でもチャンネルが紹介されている。